# Índex de similitud estructural
L'índex de similitud estructural (SSIM) és un mètode per mesurar la similitud entre dues imatges. SSIM és una mètrica de referència completa, és a dir, mesura la qualitat de la imatge utilitzant una imatge sense comprimir o sense distorsió inicial com a referència. SSIM està dissenyat per millorar els mètodes tradicionals, com la relació de pic de senyal a soroll (PSNR) i l'error quadràtic mig (MSE), que han demostrat ser poc consistents amb la percepció del sistema visual humà.
La diferència respecte a altres tècniques esmentades anteriorment, com ara MSE o PSNR, és que aquests enfocaments estimen els errors percebuts; d'altra banda, SSIM considera la degradació de la imatge com el canvi percebut en la informació estructural. La informació estructural és la idea que els píxels tenen estretes relacions d'interdependència, especialment amb els seus veïns. Aquestes dependències aporten informació important sobre l'estructura dels objectes de l'escena visual.
La mètrica SSIM es calcula en diverses finestres d'una imatge. La mesura entre dues finestres x i y de mida comuna N×N és:
{\displaystyle {\hbox{SSIM}}(x,y)={\frac {(2\mu _{x}\mu _{y}+c_{1})(2\sigma _{xy}+c_{2})}{(\mu _{x}^{2}+\mu _{y}^{2}+c_{1})(\sigma _{x}^{2}+\sigma _{y}^{2}+c_{2})}}}
amb
- {\displaystyle \scriptstyle \mu _{x}} la mitjana de {\displaystyle \scriptstyle x} ;
- {\displaystyle \scriptstyle \mu _{y}} la mitjana de {\displaystyle \scriptstyle y} ;
- {\displaystyle \scriptstyle \sigma _{x}^{2}} la variància de {\displaystyle \scriptstyle x} ;
- {\displaystyle \scriptstyle \sigma _{y}^{2}} la variància de {\displaystyle \scriptstyle y} ;
- {\displaystyle \scriptstyle \sigma _{xy}} la covariància de {\displaystyle \scriptstyle x} i {\displaystyle \scriptstyle y} ;
- {\displaystyle \scriptstyle c_{1}=(k_{1}L)^{2}}, {\displaystyle \scriptstyle c_{2}=(k_{2}L)^{2}} dues variables per estabilitzar la divisió quan el denominador és petit;
- {\displaystyle \scriptstyle L} el rang dinàmic dels valors de píxel (normalment és {\displaystyle \scriptstyle 2^{\text{nombre de bits per píxel}}-1});
- {\displaystyle \scriptstyle k_{1}=0,01} i {\displaystyle \scriptstyle K_{2}=0,03} per defecte.

Per tal d'avaluar la qualitat de la imatge s'aplica aquesta fórmula només en luma. L'índex SSIM resultant és un valor decimal entre -1 i 1, i el valor 1 només es pot arribar en el cas de dos conjunts idèntics de dades. En general es calcula sobre finestres de 8×8. La finestra pot ser desplaçada píxel a píxel per la imatge, però generalment s'utilitza només un subgrup de les possibles finestres per reduir la complexitat del càlcul.
La dissimilitud estructural (DSSIM) és una distància mètrica derivada de SSIM (tot i que no satisfà necessàriament la desigualtat triangular).
{\displaystyle {\hbox{DSSIM}}(x,y)={\frac {1-{\hbox{SSIM}}(x,y)}{2}}}